# Royan
Royan [rwa.jɑ̃] ist eine südwestfranzösische Stadt mit 19.322 Einwohnern (Stand 1. Januar 2022) im Département Charente-Maritime (17) in der Region Nouvelle-Aquitaine. Die Stadt gehört zum Arrondissement Rochefort.

## Lage
Royan liegt am Atlantik, an der Trichtermündung der Gironde. Die nächsten größeren Städte sind Saintes (ca. 42 Fahrtkilometer nordöstlich) und Rochefort (ca. 40 Kilometer nördlich), Bordeaux liegt etwa 120 Kilometer südöstlich. Zwischen Royan und Le Verdon-sur-Mer besteht eine Fährverbindung über den ca. 15 Kilometer breiten Mündungstrichter.

## Bevölkerungsentwicklung
| Jahr      | 1962   | 1968   | 1975   | 1982   | 1990   | 1999   | 2006   | 2016   |
| Einwohner | 16.521 | 17.292 | 18.062 | 17.540 | 16.837 | 17.102 | 18.202 | 18.372 |

Im 19. Jahrhundert verzeichnete der Ort einen beständigen Bevölkerungszuwachs von 2.100 Einwohnern im Jahr 1800 auf über 8.300 im Jahr 1896. Bis 1936 stieg die Einwohnerzahl auf über 12.000 an, doch nach den Zerstörungen des Zweiten Weltkriegs lebten nur noch gut 6.000 Menschen in der Stadt, die jedoch bereits wenige Jahre später erneut über 12.000 Einwohner verzeichnete.

## Wirtschaft
Durch seine Lage an der Gironde-Mündung war Royan prädestiniert als Hafenstadt. Von hier wurden Getreide, Wein und andere Güter der Charente per Schiff in den Norden Frankreichs geliefert, aber auch in andere Länder Europas exportiert. Heutzutage spielt der Tourismus wieder eine gewichtige Rolle im Wirtschaftsleben der Stadt. Seit dem Jahr 2013 ist Royan Sitz des neugegründeten Gemeindeverbandes Communauté d’agglomération Royan Atlantique, von dem man sich weitere Anstöße für die wirtschaftliche Entwicklung der Region erhofft.
Über die Gironde führt eine mehrmals täglich verkehrende Fährverbindung nach 'Le Verdon sur Mer' zur südlichen, lang gestreckte Medoc Halbinsel auf der linken Flussseite der Gironde. Dort besteht eine Bahnverbindung durch das Medoc nach Bordeaux-St-Jean.

## Geschichte

Royan am rechten Ufer der Gironde (1634), Kupferstich von Christophe Tassin

Eine Siedlung existierte an dieser Stelle wohl bereits zur Römerzeit; in der Völkerwanderungszeit wurde sie zum Schutz vor den Westgoten mit einer Palisadenmauer umgeben. Aus dem Jahr 844 ist ein  Wikingerüberfall überliefert; in dieser Zeit gehörte Royan zum karolingischen Unterkönigtum Aquitanien, das zu Beginn des 10. Jahrhunderts im neuentstandenen Herzogtum Aquitanien aufging. Im Jahre 1137 heiratete Eleonore von Aquitanien den französischen König Ludwig VII.; die Ehe scheiterte jedoch und wurde im Jahre 1152 geschieden, wodurch der Weg frei wurde für eine erneute Eheschließung Eleonores im Jahre 1154 mit Heinrich Plantagenet, der wenig später als Heinrich II. König von England wurde. Da sowohl Frankreich als auch England Aquitanien für sich beanspruchten, kam es in den folgenden Jahrhunderten zu kriegerischen Auseinandersetzungen, die letztlich im Hundertjährigen Krieg (1337–1453) mündeten. In dieser Zeit wechselte Royan mehrmals den König und erlitt schwere Verwüstungen, bis es im Jahre 1451 endgültig an die französische Krone fiel. 
Im 16. Jahrhundert bildete sich eine große protestantische Gemeinde in der Stadt, die nach den Hugenottenkriegen (1562–1598) im Edikt von Nantes den Protestanten als 'befestigter Platz' zugesprochen wurde. Doch bereits im Jahre 1622 wurde Royan von den Truppen Ludwigs XIII. belagert; die Stadt ergab sich und die Einwohner schworen dem protestantischen Glauben ab. Doch bereits kurz darauf kam es zu erneuten Unruhen, woraufhin der König die Stadt in Brand setzen ließ. Während der Französischen Revolution war Royan kurzzeitig Hauptstadt des Départements Charente-Inférieure, welches erst im Jahre 1941 in Charente-Maritime umbenannt wurde.
Royan war im ausgehenden 19. und beginnenden 20. Jahrhundert ein mondäner Badeort, mit prächtigen Boulevards. 1922 erreichte Royan die Einstufung als „Sommerkurort“. Die Stadt empfing zahlreiche prominente Gäste wie Sacha Guitry, Yvonne Printemps, Mary Marquet, Jacques-Henri Lartigue oder den Maler Pablo Picasso.
Im Zweiten Weltkrieg wurde Frankreich von deutschen Truppen besetzt. Nach der Operation Overlord ab dem 6. August 1944 kontrollierten im Sommer 1944 noch immer rund 5000 Deutsche die Stadt und verschanzten sich hinter Betonbunkern und Minenfeldern. Bei einem britischen Luftangriff am 5. Januar 1945 wurde die von deutschen Truppen besetzte Stadt fast vollständig zerstört. 500 Zivilisten starben. Am 10. Januar 1945 griffen in der Opération Indépendence unter dem Kommando von General Edgard de Larminat erstmals französische Truppen die deutschen Stellungen an. Am 15. April 1945 begann die Opération Vénérable gegen die Deutschen. Wieder wurde Royan aus der Luft und vom Meer von der US-amerikanischen Armee beschossen. Es wurde Napalm eingesetzt, bevor über 30.000 französische Soldaten an Land gingen. Am 17. April 1945 war Royan befreit.
85 Prozent der Gebäude waren nach dem Krieg zerstört, von den Villen, die sich Wohlhabende aus Bordeaux errichtet hatten, blieben 250 übrig. In den 1950er und 1960er Jahren wurde die Stadt auf einem völlig neuen Grundriss nach den Regeln der modernen Architektur neu aufgebaut, da das französische Ministerium für Wiederaufbau Royan zu einem „Laboratorium städtebaulicher Forschung“ erklärt hatte.

## Kultur und Sehenswürdigkeiten

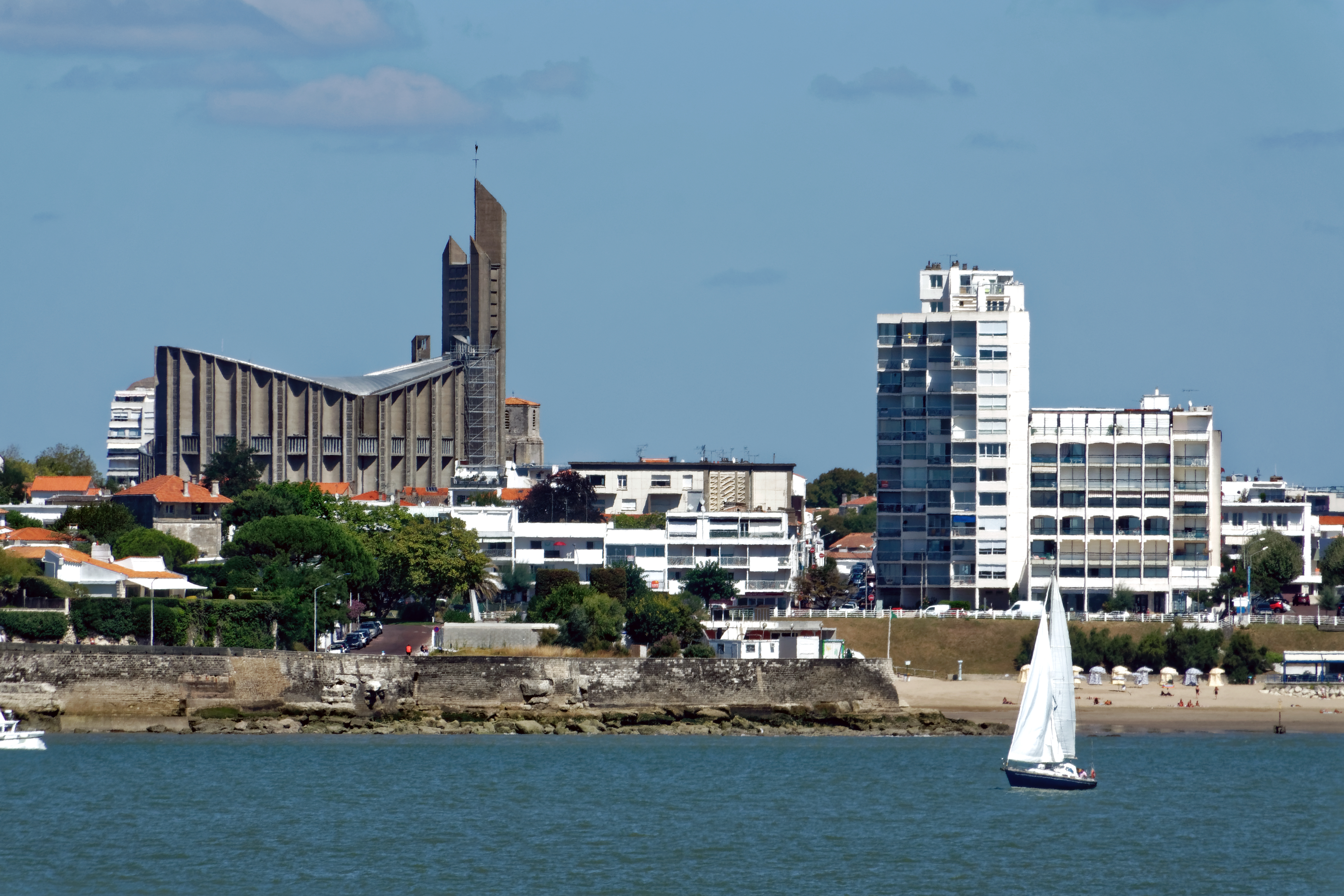
Ansicht von Royan mit der Kirche Notre Dame, 2018

Siehe auch: Liste der Monuments historiques in Royan
Als Ersatz für die im Krieg zerstörte Kirche Royans wurde eine über die Innenstadt hinausragende neue Kirche Notre Dame aus Sichtbeton errichtet. Die Absicht war es, eine Kirche mit Ästhetik großer gotischer Kathedralen als Mahnmal zu erschaffen. Die Bauarbeiten begannen 1955, die Weihung der fertiggestellten Kirche erfolgte 1958. Die neue Kirche Notre-Dame besitzt eine elliptische Form mit einer Grundfläche von 45 × 22 m. Die Höhe des integrierten Glockenturms beträgt 60 m. Im Jahr 1988 wurde diese Kirche als historisches Denkmal klassifiziert und denkmalgeschützt.
Im Jahr 1963 gründete Bernard Gachet das Festival international d’art contemporain de Royan, das von 1964 bis 1977 jährlich um die Osterzeit veranstaltet wurde. Im Zentrum der Mehrspartenveranstaltung stand das Festival de musique contemporaine. Von 1964 bis 1972 war Harry Halbreich dessen künstlerischer Leiter. Dem Festival verdankten sich Uraufführungen zahlreicher namhafter zeitgenössischer Komponisten, so von Iannis Xenakis, Krzysztof Penderecki, Karlheinz Stockhausen, Jean Barraqué, Luciano Berio, Vinko Globokar, Mauricio Kagel, Brian Ferneyhough, Cristóbal Halffter, Gilbert Amy, Bruno Maderna, Wolfgang Rihm, Emmanuel Nunes, Isang Yun, Friedrich Cerha und vielen anderen. In den siebziger Jahren schrumpfte der Etat des Festivals, und unter dem Staatspräsidenten Valéry Giscard d’Estaing (Kulturstaatssekretärin Françoise Giroud, die bis 1977 amtierte) wurde es eingestellt.

## Persönlichkeiten
- Pierre Dugua de Mons (1558–1628), Entdecker, Gründer
- Eugène Pelletan (1813–1884), Schriftsteller, Journalist und Politiker
- Léon Bazile Perrault (1832–1908), Akademischer Maler
- Sébastien Faure (1858–1942), Anarchist
- Auguste Rateau (1863–1930), Ingenieur und Turbinenerfinder
- Albert Roussel (1869–1937), Komponist
- Edmond Jouhaud (1905–1995), Widerstandskämpfer und Armeegeneral
- Cécile Rol-Tanguy (1919–2020), Widerstandskämpferin
- Jean de Lipkowski (1920–1997), Staatssekretär für auswärtige Angelegenheiten, dann Minister für Zusammenarbeit, Bürgermeister von Royan von 1965 bis 1977 und von 1983 bis 1989
- Charline Picon (1984), Olympiasiegerin 2016, Weltmeisterin 2014 und Europameisterin im Windsurfen 2013, 2014 und 2016
- Makan Traoré (* 2000), Boxer

## Städtepartnerschaften
- Balingen, Baden-Württemberg
- Gosport, England
- Nauplia, Griechenland